# アルピデム
アルピデム（Alpidem、商品名Ananxyl）は、睡眠薬として知られるゾルピデムと同族の、イミダゾピリジン族の抗不安薬である。しかしゾルピデムとは異なり、常用量では鎮静作用を生じず、むしろ特に不安障害の治療に用いられた。
アルピデムは、サンテラボ（Synthélabo、サノフィと合併した）が開発した。フランスでは1991年に認可された。アメリカ食品医薬品局（FDA）の認可を得る臨床試験は1992年に中止され、FDAに承認されたことはない。1994年にはフランス市場からも撤退し、世界のどの市場にも認可されていない。
アルピデムは、ベンゾジアゼピン受容体のα3受容体サブタイプに選択的であって、α1サブタイプへのは小さい作用（それぞれ0.33nMと1.67nMのKd）であることが知られる。しかしアルピデムの化学構造は、ベンゾジアゼピンとは関係がなく、時に非ベンゾジアゼピン系と呼ばれる。

## 適応
アルピデムは、いかなる適応症も認可されていない。

## 使用―市場からの撤退以前
アルピデムは主に、中等度から重度の不安を有する患者に処方された。これらの患者の大部分は、ベンゾジアゼピン投薬に、過敏あるいは抵抗性であるため、ベンゾジアゼピン系薬よりも副作用発生率が低い非ベンゾジアゼピン系薬に薬を置換された。アルピデムは、常用量では鎮静あるいは催眠は無いか僅かだが、高用量で用いた場合には鎮静作用を生じ、不安の治療に臨床的に用いられるよりもはるかに高用量で用いた場合にのみ抗てんかん作用がある。

## 危険性
1995年には、アルピデムの肝毒性による重篤な肝障害の報告が続き、世界のほとんどの国の市場から撤退した。